# Бішофсгофен
Бішофсгофен (нім. Bischofshofen) — місто в Австрійській землі Зальцбург. Місто належить округу Санкт-Йоганн-ім-Понгау. 
На північний захід від міста розміщена Танталова печера.

Бішофсгофен на мапі округу. 

## Демографія
Історична динаміка населення міста за даними сайту Statistik Austria